# Фен Гочжан
Фен Гочжан (7 січня 1859 — 12 грудня 1919) — китайський генерал і політичний діяч, президент Китайської Республіки у 1917-1918 роках.

## Життєпис
Закінчив військову академію в Тяньцзіні. Учасник японо-китайської війни 1894—1895 рр..
Служив у північній армії під командуванням Юань Шикая.
З 1909 року — голова військової ради у військовому міністерстві та начальник генерального штабу.
У 1914 році став фельдмаршалом. Не підтримав спробу Юань Шикая оголосити себе імператором. Після смерті останнього 1916 року обійняв посаду віце-президента.
У червні 1917 році став президентом китайської республіки. Помер в 1919 році.